# 刈谷浴場
刈谷浴場（かりやよくじょう）は、愛知県刈谷市新栄町6-6にあった公衆浴場（銭湯）。

## 概要
1923年（大正12年）に開業し、2011年（平成23年）に廃業した。2020年（令和2年）現在も建物は取り壊されずに残っている。なお、名鉄三河線 刈谷市駅周辺の銭湯としては1927年（昭和2年）竣工の上天温泉もあり、やはり建物が現存している。

## 歴史
- 1923年（大正12年） - 同年の関東大震災後、「田鶴の湯」として銀座通りに創業。
- 昭和初期 - 吉田喜太郎が経営者となり「刈谷浴場」に改称[1]。
- 1952年（昭和27年） - 木造の正面部分（モザイクタイル部分）を増築。
- 2011年（平成23年） - 3代目経営者の代で廃業。刈谷市最後の銭湯だった。

## 建築
道路に面したファサードは切妻屋根で和風の要素があるが、建物の構造は鉄筋コンクリート造である。切妻屋根の下に並ぶ6本の円柱が印象的である。三角屋根のファサードと6本の円柱はすべてモザイクタイル仕立てである点が特徴的とされる。入口周辺の木板には緑色のペンキが塗られ、一列に並んだ温泉マークが切り抜かれている。脱衣場や浴室にはモザイクタイル貼りの円柱が多用されている。